# 화순 쌍봉사 철감선사탑
화순 쌍봉사 철감선사탑(和順 雙峯寺 澈鑒禪師塔)은 대한민국 전라남도 화순군 이양면 쌍봉사에 있는 남북국 시대 신라의 승탑이다. 1962년 12월 20일 대한민국의 국보 제57호로 지정되었다.
8각 원당 형식(圓堂形式)에 조각이 정교하고 치밀하며, 높이는 2.3m이다.

## 개요
쌍봉사(雙峰寺)에 세워져 있는 철감선사 도윤의 탑이다. 철감선사는 통일신라시대의 승려로, 28세 때 중국 당나라로 들어가 불교를 공부하였다. 문성왕 9년(847) 범일국사(梵日國師)와 함께 돌아와 풍악산에 머무르면서 도를 닦았으며, 경문왕대에 이 곳 화순지역의 아름다운 산수에 이끌려 절을 짓게 되는데, '쌍봉'인 그의 호를 따서 '쌍봉사'라 이름하였다. 경문왕 8년(868) 71세로 이 절에서 입적하니, 왕은 '철감'이라는 시호를 내리어 탑과 비를 세우도록 하였다.
탑은 전체가 8각으로 이루어진 일반적인 모습이며, 대부분 잘 남아 있으나 아쉽게도 꼭대기의 머리장식은 없어진 상태이다. 탑의 무게를 지탱하고 있는 기단(基壇)은 밑돌·가운데돌·윗돌의 세 부분으로 갖추어져 있으며, 특히 밑돌과 윗돌의 장식이 눈에 띄게 화려하다. 2단으로 마련된 밑돌은 마치 여덟마리의 사자가 구름위에 앉아 있는 모습으로, 저마다 다른 자세를 취하고 있으면서도 시선은 앞을 똑바로 쳐다보고 있어 흥미롭다. 윗돌 역시 2단으로 두어 아래에는 연꽃무늬를 두르고, 윗단에는 불교의 낙원에 산다는 극락조인 가릉빈가(伽陵頻迦)가 악기를 타는 모습을 도드라지게 새겨두었다. 사리가 모셔진 탑신(塔身)은 몸돌의 여덟 모서리마다 둥근 기둥모양을 새기고, 각 면마다 문짝모양, 사천왕상(四天王像), 비천상(飛天像) 등을 아름답게 조각해 두었다. 지붕돌에는 특히 최고조에 달한 조각 솜씨가 유감없이 발휘되어 있어서, 낙수면에는 기왓골이 깊게 패여 있고, 각 기와의 끝에는 막새기와가 표현되어 있으며, 처마에는 서까래까지 사실적으로 표현되어 있다.
탑을 만든 시기는 선사가 입적한 해인 통일신라 경문왕 8년(868) 즈음일 것으로 추정된다. 조각 하나하나를 조심스럽게 다듬은 석공의 정성이 고스란히 전해져 오는 작품으로, 당시에 만들어진 탑 가운데 최대의 걸작품이라 할 수 있다.
일제강점기에 파괴된 채 방치되었다가 1957년에 재건하였다.

## 사진

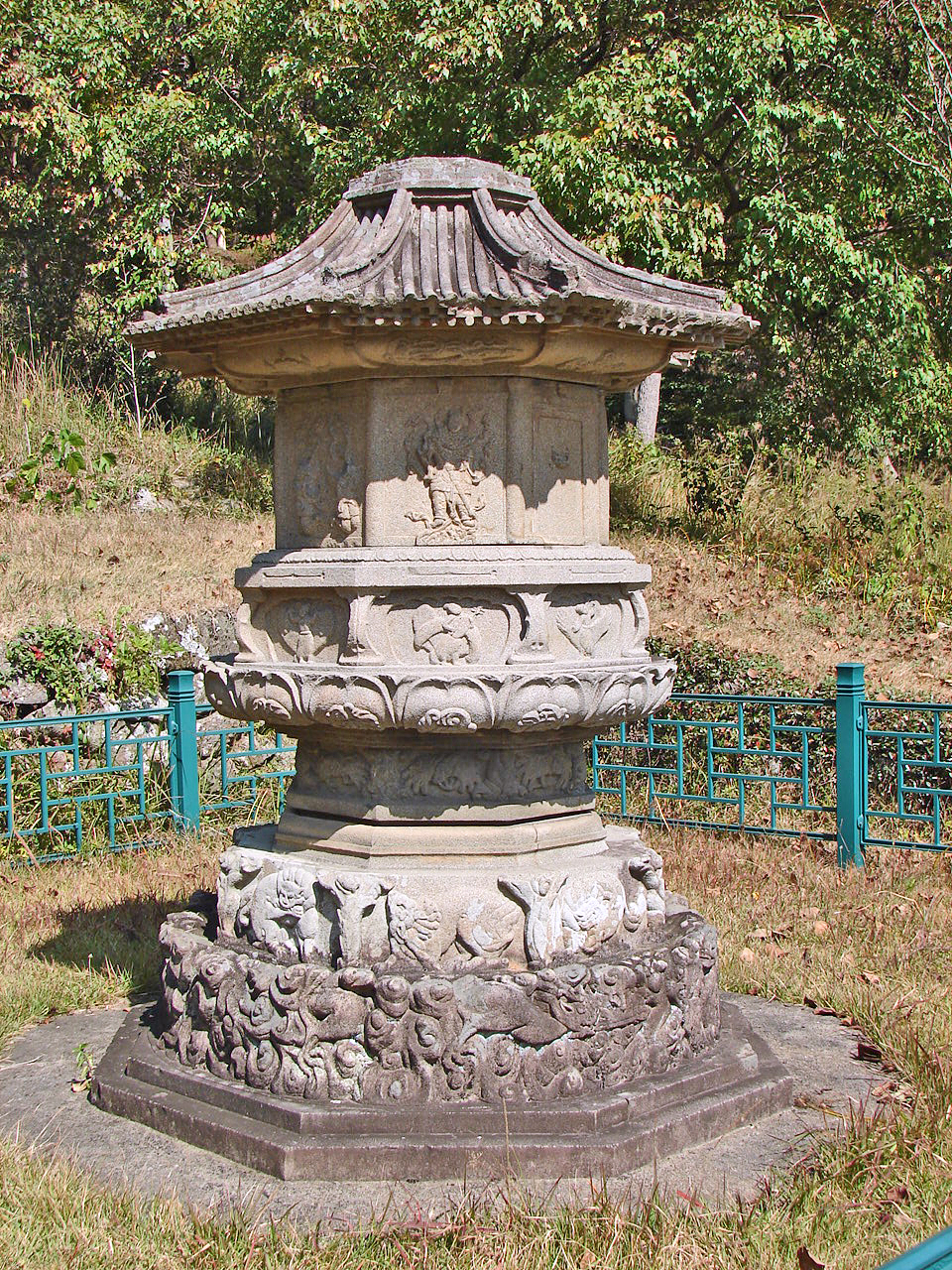
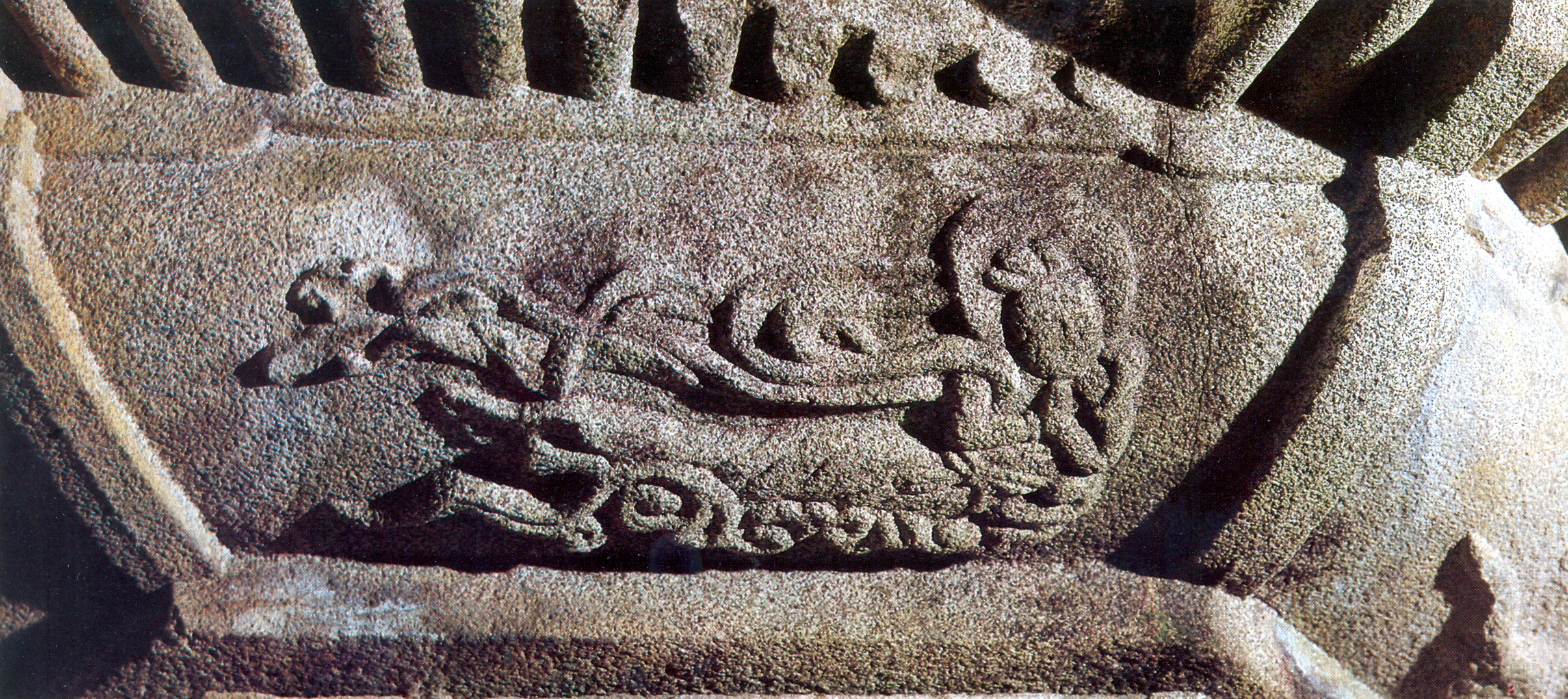
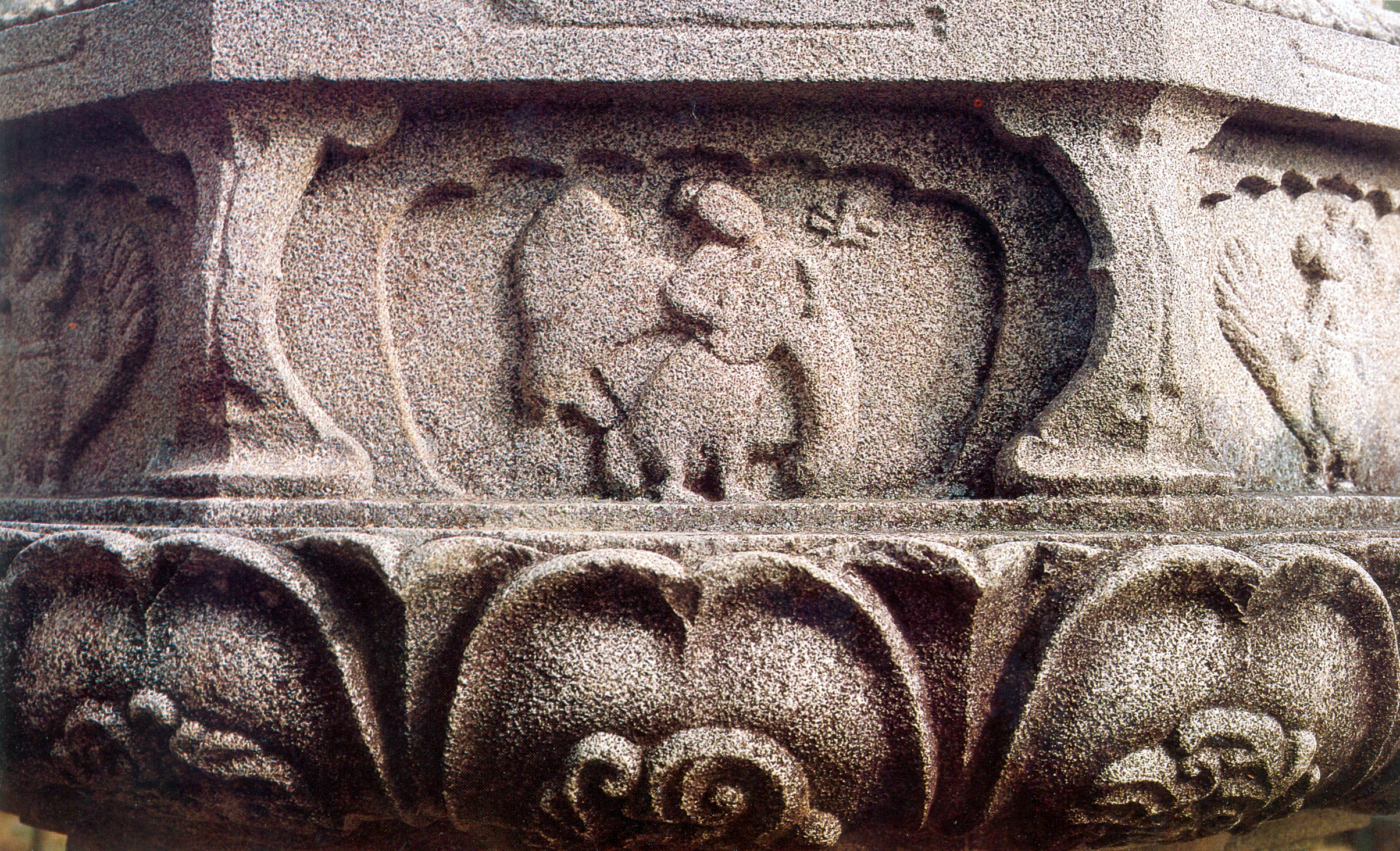

## 같이 보기
- 쌍봉사
- 화순 쌍봉사 철감선사탑비

## 참고 자료
- 화순 쌍봉사 철감선사탑 - 국가유산청 국가유산포털
- 이 문서에는 다음커뮤니케이션(현 카카오)에서 GFDL 또는 CC-SA 라이선스로 배포한 글로벌 세계대백과사전의 내용을 기초로 작성된 글이 포함되어 있습니다.